# Platycleis menalon
Platycleis menalon är en insektsart som först beskrevs av Willemse, F.M.H. 1975.  Platycleis menalon ingår i släktet Platycleis och familjen vårtbitare. Inga underarter finns listade i Catalogue of Life.